# Kỷ Đông Lâu công
Kỷ Đông Lâu công (chữ Hán: 杞東樓公), là vị vua đầu tiên của nước Kỷ - chư hầu nhà Chu trong lịch sử Trung Quốc.
Ông là dòng dõi nhà Hạ, mang họ Tự. Khi Chu Vũ Vương diệt nhà Thương, cho người tìm kiếm hậu duệ của vua Hạ Vũ, kết quả tìm thấy Đông Lâu công, nhân đó phong cho ông ở đất Kỷ để thờ cúng vua Vũ.
Sử ký không nêu rõ thời gian ông làm vua nước Kỷ bắt đầu và kết thúc khi nào. Các sự kiện lịch sử trong thời gian ông làm vua cũng không rõ. Sau khi ông mất, con ông là Kỷ Tây Lâu công lên nối ngôi vua.